# Desna
Pour les articles homonymes, voir Desna (homonymie).

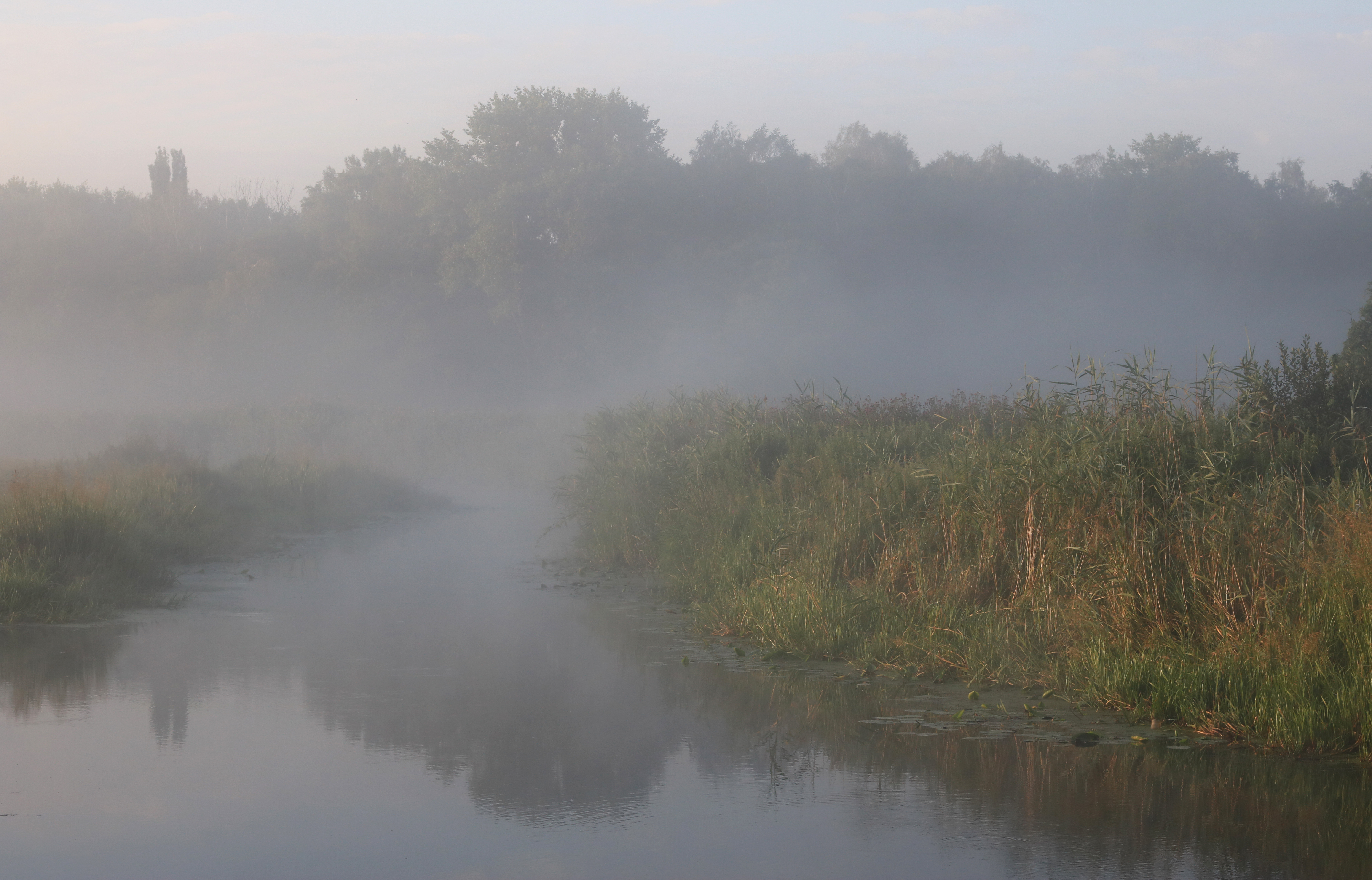
La rivière Desna par temps de brouillard dans le Boug méridional. Juillet 2016.

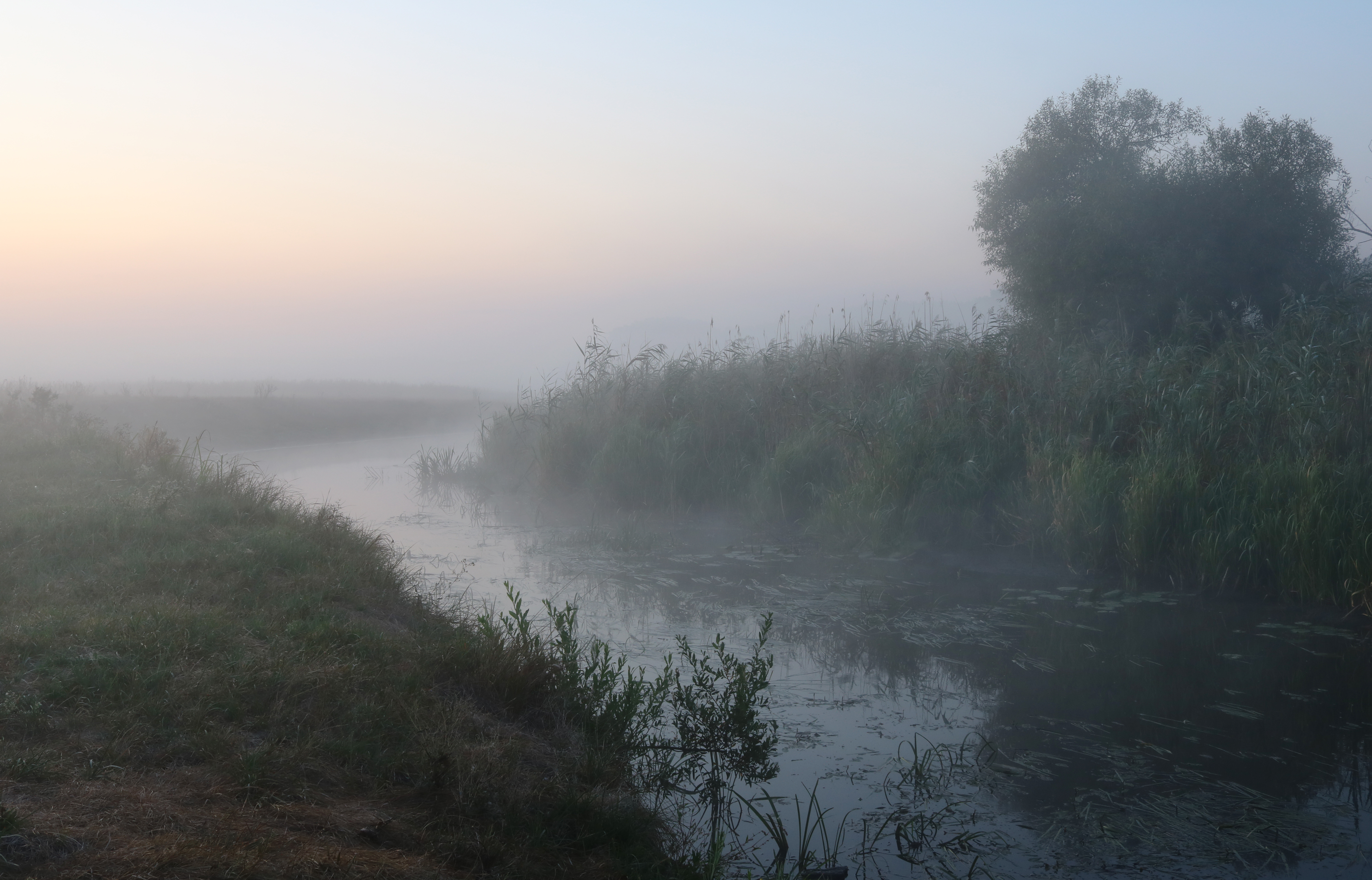
La rivière Desna. Septembre 2019.

La Desna (en russe et ukrainien : Десна) est une rivière de Russie et d'Ukraine, et un affluent gauche du Dniepr/Dnipro.

## Étymologie
Le nom signifie « main droite » en vieux slave oriental.

## Géographie
La Desna jaillit dans l'oblast de Smolensk, en Russie, au sud-est de Smolensk non loin de Ielnia dans une forêt proche du village de Naleti. La rivière coule vers le sud vers la ville de Briansk puis reçoit les eaux de la Seïm, son affluent principal, après avoir franchi la frontière ukrainienne, et se jette dans le Dniepr/Dnipro non loin de Kyïv.
Son cours est long de 1 130 km et son bassin versant couvre une superficie de 88 900 km2.
La rivière est prise dans les glaces de début décembre jusqu'au début du mois d'avril.
Elle est navigable sur environ 535 km de Novhorod-Siverskyï jusqu'à son embouchure.

## Affluents
La Desna possède dix-huit affluents de rive droite et treize affluents de rive gauche. Les plus importants sont :
- en rive gauche : Bolva, Seïm, Oster
- en rive droite : Soudost, Snov, Verpepo.

## Villes sur la Desna
- en Russie : Ielnia, Joukovka, Briansk, Desnogorsk, Troubtchevsk
- en Ukraine : Novhorod-Siverskyï, Tchernihiv, Oster.

## Hydrométrie - Les débits à Tchernihiv
Le débit de la Desna a été observé pendant 102 ans (1884-1985) à Tchernihiv, ville située à quelque 120 kilomètres du confluent de la rivière avec le Dniepr/Dnipro.
À Tchernihiv, le débit inter annuel moyen ou module observé sur cette période était de 321 m3/s pour une surface drainée de 81 400 km2, soit plus de 91 % du bassin versant total de la rivière.
La lame d'eau écoulée dans le bassin versant se monte de ce fait à 125 millimètres par an, ce qui est fort modéré.

## Inspiration
La rivière est la base du roman Ma Desna enchantée qui a donné La Desna enchantée en film de 1964.